# Voltaire jouant aux échecs avec le père Adam
Voltaire jouant aux échecs avec le père Adam est un tableau du peintre genevois Jean Huber, réalisé entre 1770 et 1775. Sur ce tableau sont représentés Voltaire, le peintre lui-même, occupé à dessiner la partie d'échecs, le secrétaire de Voltaire Jean-Louis Wagnière et le père Adam. Ce tableau est conservé au musée de l'Ermitage à Saint-Pétersbourg.

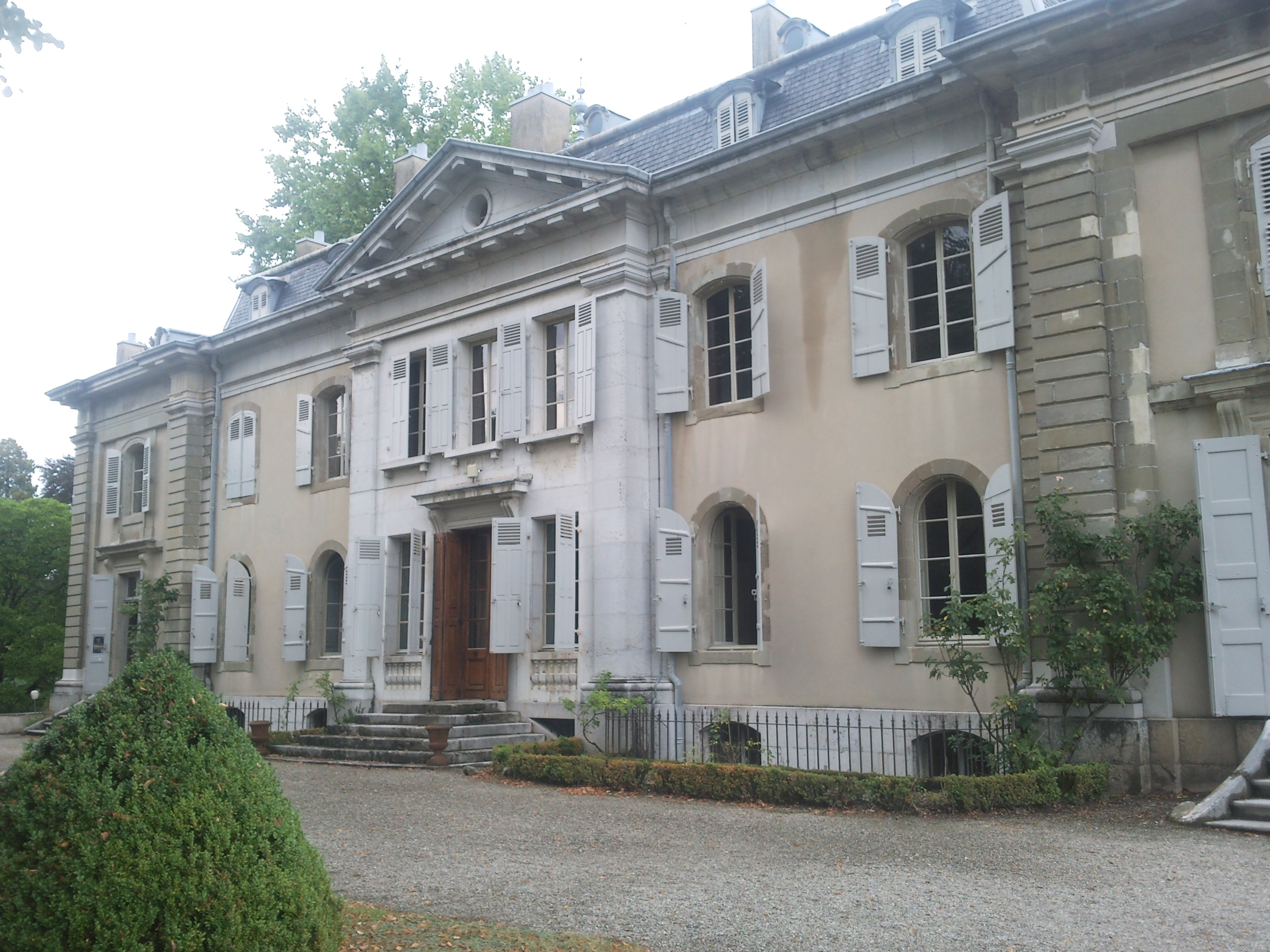
La maison de Voltaire où a été peint le tableau à Ferney-Voltaire.

## Sujet
Voltaire a vécu de 1755 à 1760 au domaine Les Délices, près de Genève, où il jouait souvent aux échecs avec des amis. Jean-François Marmontel raconte qu'ils se laissaient entraîner respectueusement vers les invitations à jouer exprimées par le philosophe, et, comme ce dernier n'aimait pas perdre, ils acceptaient aussi de perdre.
Après avoir déménagé à Ferney, Voltaire commence à jouer fréquemment aux échecs. Son partenaire est habituellement le père jésuite Adam. Le père Adam était si fortement associé à l'engouement du philosophe pour les échecs que Voltaire estimait devoir prouver le contraire et insistait sur le fait que la responsabilité principale du jésuite était de participer aux discussions philosophiques. La nièce de Voltaire rapporte le 24 décembre que le fait que Voltaire jouait aux échecs avec d'autres partenaires rendait le père Adam furieux. Il disait alors qu'il était privé d'une tâche importante, qu'il était tenu d'accomplir dans la maison.
Voltaire n'était pas fort aux échecs et généralement les parties avec le père Adam se terminaient par une défaite pour le philosophe. Le 24 février 1764 Voltaire écrit : « J'aime les échecs, mais je dois toujours subir des défaites devant le père Adam, qui me corrige impitoyablement ! Tout a une limite ! Pourquoi, aux échecs, suis-je toujours l'objet de railleries ? ». Quand la partie ne tournait pas à son avantage, Voltaire commençait à chanter « tourloutoutou », ce que le père Adam percevait comme un mauvais avertissement. En effet, il n'était pas rare que le père doive s'enfuir lorsque Voltaire lui jetait les pièces du jeu à la tête et qu'elles restaient accrochées à sa perruque. Il lui arrivait parfois de se cacher dans un placard. La colère de Voltaire était vite apaisée et il demandait alors : Adam, ubi es?, c'est-dire « Adam où es-tu ? » en latin. Alors le père Adam, remis de ses émotions, réapparaissait.
Toujours en 1764, l'Écossais Boswell se rendit à Ferney et fut témoin de ce que entre sept et huit heures, Voltaire sonnait la cloche et criait : « Allez chercher la père Adam ! ». C'était le moment de la partie d'échecs suivante. Quand Voltaire partit à Paris en 1778, où il mourra au mois de mai, il attribua au père Adam, qui avait déjà 72 ans et l'avait servi pendant 17 ans, une pension de 700 livres. Il est curieux, alors que Voltaire jouait si souvent aux échecs, qu'on ne trouve pas mention de ce jeu dans ses œuvres.

Le peintre Jean Huber jouait également parfois aux échecs avec Voltaire. Quant à Catherine Dachkov, qui se trouvait en visite à Genève en 1771, elle écrit dans ses Notes : 

« À Genève, nous avons fait la connaissance de Goubert l'« oiseleur », que l'on appelait ainsi pour son amour de la chasse aux oiseaux de proie. C'était un homme exceptionnellement intelligent, possédant de multiples talents. Il était poète, musicien, peintre et avec sa courtoisie mondaine il réunissait tous les charmes d'un homme tout à fait aimable et distingué. Voltaire en avait peur, parce que ce Goubert connaissait parfaitement les faiblesses du philosophe et les révélait sans pudeur aux yeux du public de la demeure de Ferney. Ils rivalisaient souvent au jeu d'échecs ; Voltaire perdait presque toujours et se mettait en colère. »

## Histoire du tableau
Le tableau a été peint entre 1770 et 1775 à Ferney. Voltaire écrit à son amie Madame du Deffand, en 1772, pour se moquer du désir obsessionnel du peintre de faire constamment des croquis :

« Si vous aviez vu Monsieur Huber ! Il va faire votre portrait ; il le fera au pastel, à l'huile ou à la manière noire. Avec des ciseaux, il découpera votre profil comme une caricature. C'est ainsi qu'il se moque de moi d'un bout à l'autre de l'Europe. »

Un croquis au crayon du tableau est conservé au British Museum (dimensions : 55,9 × 44,3 cm). Ce croquis est entré au musée entre 1933 et 1945. Une certaine Madame Clark, qui l'a vendu au musée, en avait hérité de sa grand-mère, et c'est son deuxième mari, qui était un peintre français du nom de des Molins, qui a probablement apporté le croquis en Grande-Bretagne.

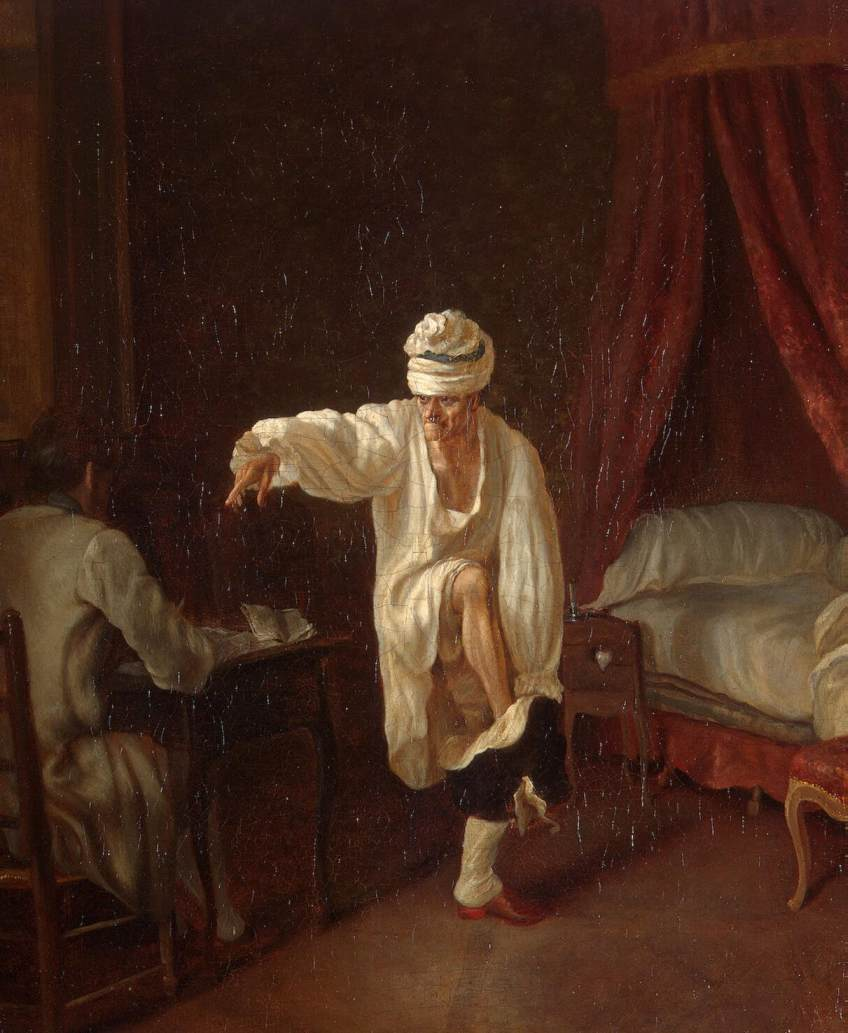
Jean Huber - Voltaire au lever, il enfile sa culotte et dicte une lettre.

Parmi les neuf tableaux de Jean Huber représentant Voltaire, celui sur lequel il joue aux échecs a été acquis par Catherine II. Il est actuellement conservé au musée de l'Ermitage (numéro d'inventaire : ГЭ-6723). Il y est entré en 1934. Il y a été transmis par l'association Antiquariat et provenait de la collection du palais Vorontsov en Crimée
Il existe une gravure conservée à la Bibliothèque nationale de France, à Paris, qui a appartenu à Jean Huber et représente Voltaire jouant aux échecs. Mais la gravure diffère de la peinture : le père Adam est assis sur son fauteuil à gauche et Voltaire est assis à droite ; le secrétaire de Voltaire et le peintre qui le dessine ont été échangés ; dans l'embrasure de la porte, on voit deux femmes bien habillées qui chuchotent et qui ne se retrouvent pas dans le tableau final. Cette gravure est traditionnellement datée de 1764 par les historiens d'art.

## Réflexions sur le tableau dans la littérature
- Dans sa biographie Vie de Voltaire, André Maurois raconte les évènements qui font partie de l'histoire du tableau. Il attribue à Voltaire, après une partie perdue comme d'habitude, cette réplique (qu'en réalité Voltaire n'aurait jamais prononcée) : « J'ai perdu deux heures à déplacer des morceaux de bois, et pendant ce temps j'aurais eu le temps d'écrire une scène pour quelque tragédie ! »[11].
- Dans sa biographie d'Adam Smith, Andreï Anikine (ru) rapporte ainsi les relations entre Voltaire et le père Adam :

« Dans un coin de la pièce, à la table d'échecs, en face du Français à la mode se tient un personnage qui laisse d'abord les Écossais perplexes : un authentique moine catholique portant soutane et tonsure. Tronchin, au visage impénétrable, explique que c'est le père Adam, le « jésuite de service » de Voltaire, qu'il garde spécialement pour les discussions sur des sujets religieux et pour les parties d'échecs… L'illustre vieillard peut se permettre n'importe quelle bizarrerie. S'il a besoin d'un jésuite domestique pour se maintenir le moral, qu'il garde son jésuite !.. Et l'invite à sa table. Les invités se déplacent dans la salle à manger et la conversation se poursuit durant le déjeuner. Madame Denis annonce que des lits ont été préparés pour tous les invités : il est trop tard pour rentrer en ville et le gîte pour dix à quinze personnes est toujours prêt chez elle. Voltaire joue avec le père Adam une partie d'échecs, la perd et se retire dans son cabinet de travail pour s'asseoir à son bureau. »